# Чірі-Юрт
Чірі-Юрт (рос. Чири-Юрт) — селище (з 1974 до 2009 — селище міського типу) у Шалінському районі Чечні Російської Федерації.
Населення становить 6532 особи (2019). Входить до складу муніципального утворення Чірі-Юртовське сільське поселення.

## Історія
Згідно із законом від 20 лютого 2009 року органом місцевого самоврядування є Чірі-Юртовське сільське поселення.

## Населення
| 1979  | 1989  | 2002  | 2009  | 2010  | 2012  | 2013  |
| ----- | ----- | ----- | ----- | ----- | ----- | ----- |
| 3430  | ↗5075 | ↗5125 | ↗5843 | ↘5734 | ↗5868 | ↗6034 |
| 2014  | 2015  | 2016  | 2017  | 2018  | 2019  |       |
| ↗6168 | ↗6279 | ↗6342 | ↗6437 | ↗6507 | ↗6532 |       |